# 東北経済学会
東北経済学会（とうほくけいざいがっかい、英語: The Tohoku Academic Association For Economics (TEA)）は、日本の学術研究団体の一つ。

## 概要
1949年5月1日設立。学術研究団体としての種別は単独学会。
新潟県を含む東北地方における経済学研究者相互の協力をはかり、諸研究機関及び団体間の連絡を図ることを目的としている。

## 沿革
- 1949年 - 東北経済学会発足。

## 刊行物

### 東北経済学会誌
- 誌名（和文）：東北経済学会誌
- 誌名（欧文）：The Journal of Tohoku Economic Association
- 創刊年：1949
- 資料種別：ジャーナル（査読付き論文を含む）
- 使用言語：日英混在
- 発行形態：eジャーナル
- 著作権帰属先：著者
- クリエイティブコモンズ：定めていない
- 購読：無料